# Wilhelm von Kerpen
Vilém Lothar Maria svobodný pán von Kerpen (24. května 1741 Illingen – 26. prosince 1823 Vídeň) byl rakouský generál. V císařské armádě sloužil od roku 1758 a zúčastnil se dynastických válek druhé poloviny 18. století. Jako vyšší důstojník se vyznamenal ve válkách proti revoluční Francii, poté několik let působil v Čechách a měl účast také na napoleonských válkách. V armádě nakonec dosáhl druhé nejvyšší hodnosti polního zbrojmistra (1808) a v letech 1810–1813 zastával post viceprezidenta Dvorské válečné rady.

## Životopis

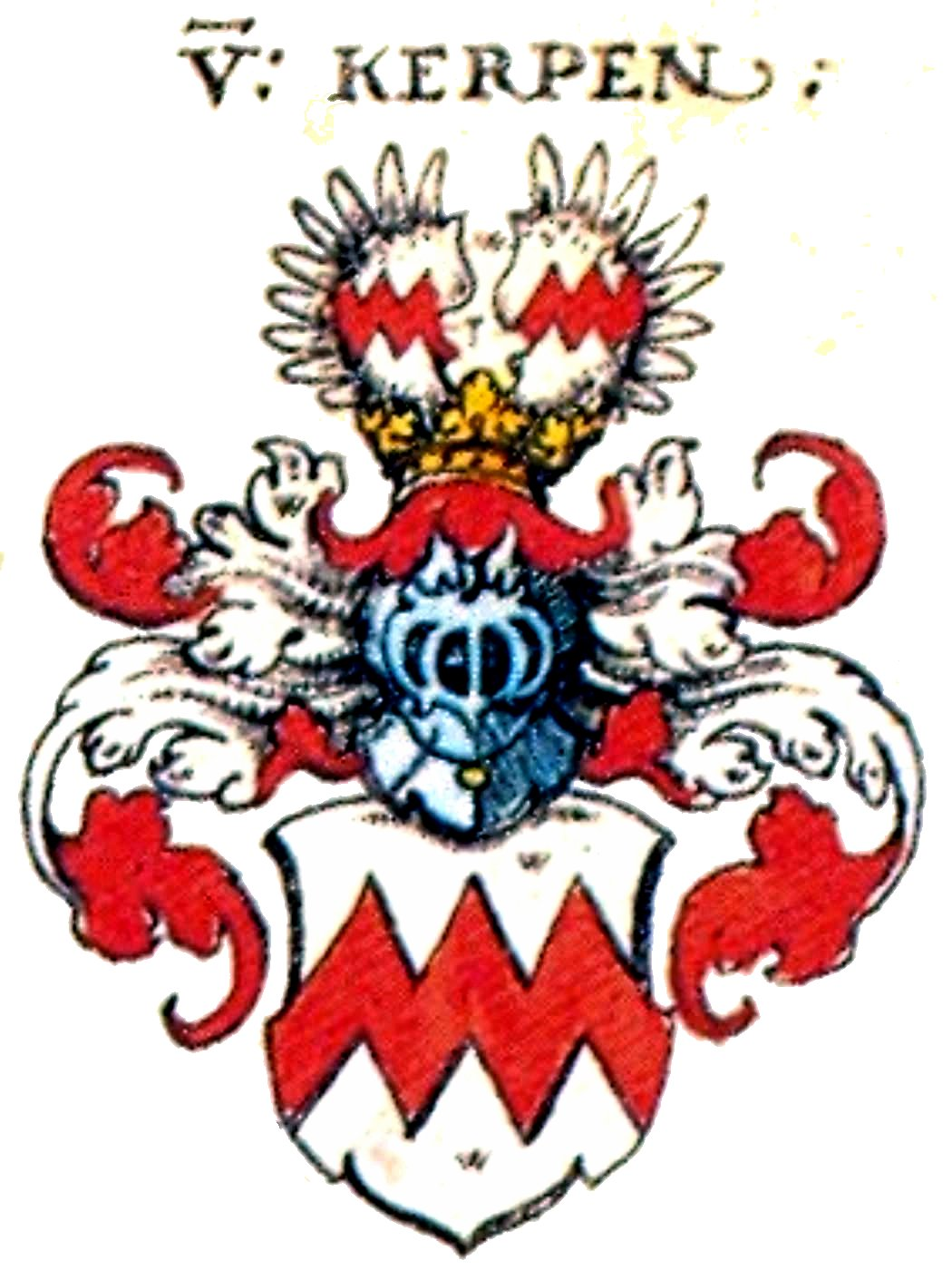
Erb rodu von Kerpen

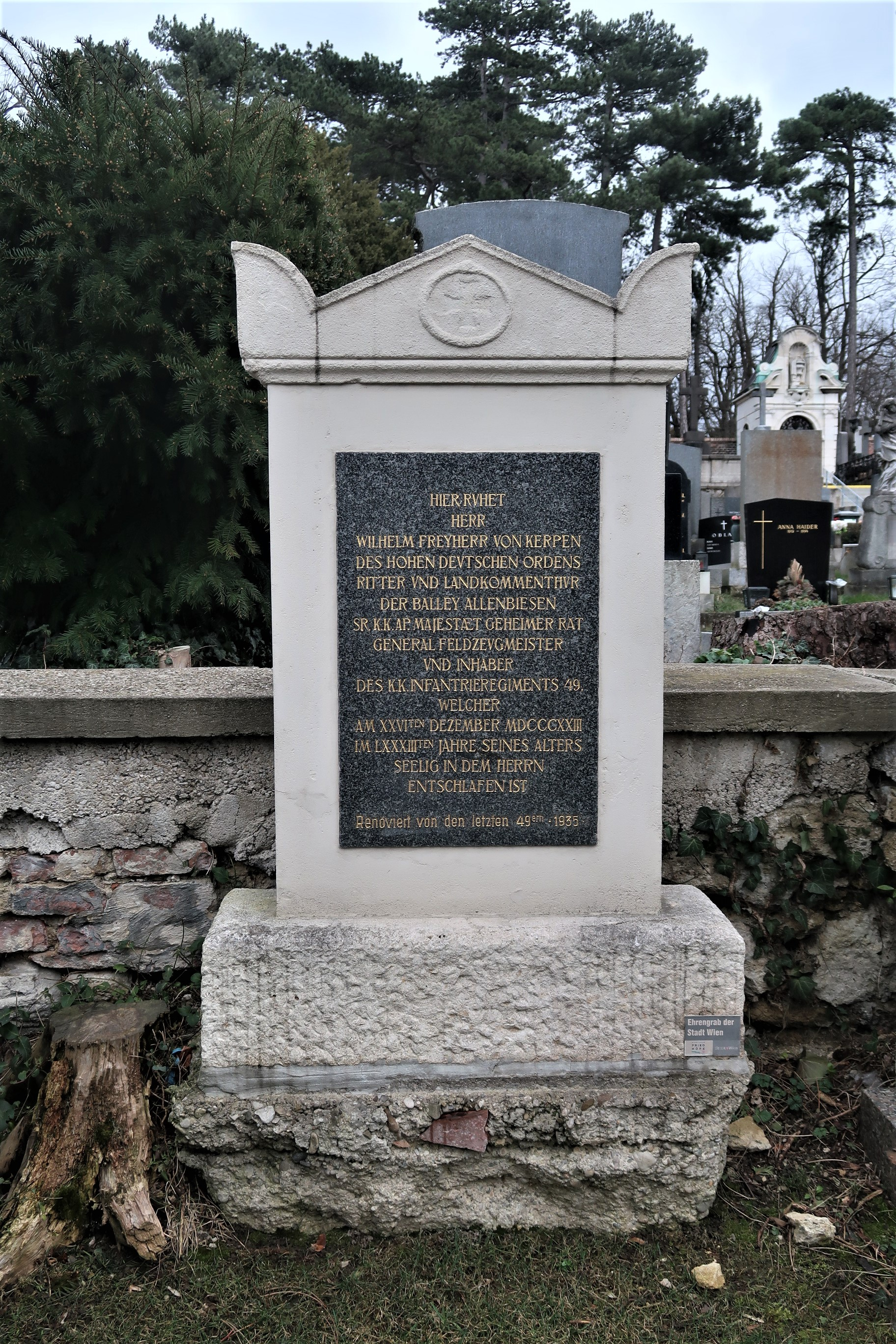
Hrob Wilhelma von Kerpen v Hietzingu

Pocházel ze staré německé šlechtické rodiny s historií sahající až do 11. století, od 18. století patřil rod k bezprostřední říšské šlechtě. Narodil se na starobylém hradě Kerpen v Illingenu (dnes ve spolkové zemi Sársko). Byl mladším synem barona Lothara Františka von Kerpen (1706–1768), který působil ve službách trevírského kurfiřta. Wilhelm původně studoval na univerzitě ve Würzburgu, ale v roce 1758 vstoupil jako praporčík do císařské armády a již o rok později byl poručíkem. Po sedmileté válce byl povýšen na kapitána (1764) a v roce 1765 se stal rytířem Řádu německých rytířů. Od roku 1777 sloužil u 46. pluku pěchoty, s nímž během války o bavorské dědictví operoval ve Slezsku a v roce 1778 získal hodnost majora. Později byl přeložen k 56. pluku pěchoty, s nímž se zúčastnil války proti Turkům a nadále postupoval v hodnostech (podplukovník 1788, plukovník 1791).
Za válek proti republikánské Francii byl v roce 1794 povýšen na generálmajora, zároveň se stal velitelem komendy Řádu německých rytířů v Cáchách. Jako velitel brigády jezdectva se vyznamenal v bojích o Düsseldorf (1794), později byl pověřen obranou Ingolstadtu. V roce 1797 byl povýšen do hodnosti polního podmaršála a o rok později se mu podařilo obsadit Veronu. V roce 1799 se zúčastnil druhé koaliční války, ale po dosažení věku šedesáti let byl na vlastní žádost penzionován a plánoval se usadit v Praze u své neteře Marie Karolíny (1782–1841), provdané za knížete Ferdinanda Kinského (1781–1812).
Na základě podmínek míru v Lunéville rodina Kerpen ztratila svůj majetek v Říši a Wilhelm proto znovu vstoupil do aktivní služby. Byl pověřen organizací pohraničních jednotek na Moravě a ve Slezsku. Později obdržel velení divize v Praze a během třetí koaliční války v roce 1805 po dobu nepřítomnosti svého nadřízeného Jana Karla Krakovského z Kolovrat dočasně převzal vrchní velení v Čechách. V letech 1807–1810 zastával funkci zemského velitele v rakouských zemích a v roce 1807 byl zároveň jmenován c. k. tajným radou s nárokem na oslovení Excelence. V roce 1808 byl povýšen do hodnosti polního zbrojmistra a v páté koaliční válce vynikl urychlenou mobilizací jednotek dislokovaných v Rakousku (1809). Svou kariéru završil ve funkci viceprezidenta dvorské válečné rady (1810–1813). V této době se zasloužil o urychlení obchodních zakázek pro armádu a zlepšení výzbroje. K datu 16. listopadu 1813 byl penzionován a dožil v soukromí ve Vídni. Je pohřben na hřbitově v Hietzingu.
Jako člen Řádu německých rytířů nemohl přijmout žádná vojenská a světská vyznamenání. Od roku 1808 byl komturem řádové komendy v Biesenu (dnešní Belgie). Od roku 1797 byl čestným majitelem pěšího pluku č. 49.
Jeho mladší bratr Karl Anton von Kerpen (1742-1823) byl též důstojníkem rakouské armády a v roce 1801 dosáhl hodnosti polního podmaršála.